# Sainte-Colombe-de-Peyre
Sainte-Colombe-de-Peyre är en kommun i departementet Lozère i regionen Occitanien i södra Frankrike. Kommunen ligger i kantonen Aumont-Aubrac som tillhör arrondissementet Mende. År 2018 hade Sainte-Colombe-de-Peyre 189 invånare.

## Befolkningsutveckling
Antalet invånare i kommunen Sainte-Colombe-de-Peyre
| Referens: INSEE |